# Andora na Zimowych Igrzyskach Olimpijskich 2022
Andora na Zimowych Igrzyskach Olimpijskich 2022 – występ kadry sportowców reprezentujących Andorę na igrzyskach w 2022 roku w Pekinie.
W kadrze znalazło się pięcioro zawodników – dwóch mężczyzn i trzy kobiety. Reprezentanci Andory wystąpią w trzech dyscyplinach sportowych – biegach narciarskich, narciarstwie alpejskim i snowboardingu. 

## Statystyki według dyscyplin
| Lp.     | Dyscyplina            | Mężczyźni | Kobiety | Łącznie |
| ------- | --------------------- | --------- | ------- | ------- |
| 1       | Biegi narciarskie     | 1         | 1       | 2       |
| 2       | Narciarstwo alpejskie | 1         | 1       | 2       |
| 3       | Snowboarding          | –         | 1       | 1       |
| Łącznie | Łącznie               | 2         | 3       | 5       |

## Skład reprezentacji

### Biegi narciarskie
| Zawodnik                | Konkurencja   | Czas      | Pozycja | Źródło |
| ----------------------- | ------------- | --------- | ------- | ------ |
| Carola Vila             | Bieg na 10 km | 31:45,0   | 47.     | [ 2 ]  |
| Carola Vila             | Bieg na 15 km | 50:28,2   | 47.     | [ 3 ]  |
| Carola Vila             | Bieg na 30 km | 1:39:18,1 | 48.     | [ 4 ]  |
| Irineu Esteve Altimiras | Bieg na 15 km | 40:39,,4  | 24.     | [ 5 ]  |
| Irineu Esteve Altimiras | Bieg na 30 km | 1"21:08,2 | 20.     | [ 6 ]  |
| Irineu Esteve Altimiras | Bieg na 50 km | 1:15:09,8 | 25.     | [ 7 ]  |

### Narciarstwo alpejskie
| Zawodnik           | Konkurencja        | 1 przejazd | 1 przejazd | 2 przejazd | 2 przejazd | Łącznie | Łącznie | Źródło |
| Zawodnik           | Konkurencja        | Czas       | Pozycja    | Czas       | Pozycja    | Czas    | Pozycja | Źródło |
| ------------------ | ------------------ | ---------- | ---------- | ---------- | ---------- | ------- | ------- | ------ |
| Joan Verdú Sánchez | supergigant (m)    | N/A        | N/A        | N/A        | N/A        | 1:22,92 | 22.     | [ 8 ]  |
| Joan Verdú Sánchez | slalom gigant (m)  | 1:04,48    | 13.        | 1:06,80    | 3.         | 2:11,28 | 9.      | [ 9 ]  |
| Cande Moreno       | zjazd (k)          | N/A        | N/A        | N/A        | N/A        | DNF     | DNF     | [ 10 ] |
| Cande Moreno       | supergigant (k)    | N/A        | N/A        | N/A        | N/A        | 1:16,72 | 30.     | [ 11 ] |
| Cande Moreno       | superombinacja (k) | 1:34,05    | 16.        | 1:00,29    | 14.        | 2:34,34 | 12.     | [ 12 ] |

### Snowboarding
| Konkurencja   | Zawodnik               | Rozstawienie | Rozstawienie | 1/8 finału | Ćwierćfinał | Półfinał | Finał   | Finał   | Źródło        |
| Konkurencja   | Zawodnik               | Czas         | Miejsce      | Pozycja    | Pozycja     | Pozycja  | Pozycja | Miejsce | Źródło        |
| ------------- | ---------------------- | ------------ | ------------ | ---------- | ----------- | -------- | ------- | ------- | ------------- |
| Maeva Estévez | snowboard cross kobiet | DNF          | DNF          | DNS        | DNS         | DNS      | DNS     | 31.     | [ 13 ] [ 14 ] |